# Delle Langhe
Delle Langhe, còn được gọi là Pecora delle Langhe hoặc Langarola, là một giống cừu bản địa trong vùng Piedmont, ở phía tây bắc Ý. Nó là một giống chó thô kiểu Nam Địa Trung Hải, và bắt nguồn từ vùng núi của Alta Langa, nơi Apennines gặp dãy Alps, ở tỉnh Cuneo. Nó được nuôi dưỡng chủ yếu ở Langhe, nhưng được tìm thấy ở một số vùng khác của Ý bao gồm Abruzzo, Basilicata, Emilia – Romagna, Liguria và Toscana.

## Lịch sử
Vào đầu thế kỷ XX, nhiều nỗ lực được thực hiện để cải thiện năng suất thịt của giống này bằng cách lai giống với chứng khoán Bergamasca đã không thành công. Việc lai giống với giống cừu Lacaune và Larzac của Pháp để cải thiện việc sản xuất sữa cũng đã được thử nghiệm, nhưng đã sớm bị bỏ qua và ưu tiên chọn lọc giống trong giống cừu hiện có.
Giống Delle Langhe là một trong mười bảy giống cừu Ý tự chế biến, trong đó một cuốn sách thống kê gia phả được lưu giữ bởi Associazione Nazionale della Pastorizia, hiệp hội chăn nuôi cừu quốc gia Ý. Tổng số cá thể được ước tính là 40.000 vào năm 1930, và ở mức 12.000 vào năm 1983. Năm 2006, 3653 con cừu được đăng ký trong sách thống kê, tình trạng bảo tồn của giống được FAO liệt kê là "không có nguy cơ" năm 2007. Năm 2013, tổng số cá thể được ghi nhận là 1800. Loài này được vùng Piemonte liệt kê là "có nguy cơ tuyệt chủng".